# Native Camp
Native Camp 株式會社（中文自稱：原住民營）是一家總部位於日本東京都渋谷区的線上學習提供業者，最大宗的教育體系為線上英文授課（Native Camp）、日語學習（Native Camp Japanese）、美國手語學習服務（Native Camp American Sign Language）、還有留學代理服務（Native Camp Study Abroad），另外針對企業也有專門的英文培訓服務。